# Gerichtsbezirk Pettau
Der Gerichtsbezirk Pettau (slowenisch: sodni okraj Ptuj) war ein dem Bezirksgericht Pettau unterstehender Gerichtsbezirk im Bundesland Steiermark. Er umfasste Teile des politischen Bezirks Pettau (Okraj Ptuj) und wurde 1919 dem Staat Jugoslawien zugeschlagen.

## Geschichte
Der Gerichtsbezirk Pettau wurde durch eine 1849 beschlossene Kundmachung der Landes-Gerichts-Einführungs-Kommission geschaffen und umfasste ursprünglich die 78 Gemeinden Destinzen, Dollena, Dollitschen, Drafzen, Dragovitsch, Dreifaltigkeit, Formin, Gajofzen, Gorenzenberg, Gradisch, Großokitsch, Großwarnitza, Gruschkaberg, Gruschkowetz, Haidin, Hirschendorf, Janschendorf, Jurovetz, Juwanzen, Kanischa, Kartschowina, Kitzerberg, Klappendorf, Kleindorf, Lanzendorf, Lichtenegg, Lotschitschdorf, Maria Neustift, Meretinzen, Mesgovetz, Monsberg, Moschganzen, Neukirchen, Oberpristova, Patzing, Perwenzen, Pettau, Picheldorf, Pobresch, Podwinzen, Pollenschagg, Puchdorf, Ragosnitz, Rann, Sabofzen, Sagovetz, Sakuschagg, Sankt Andrä, St. Andrä, Sauritsch, Sedlaschegg, Skorischniagg, Slamdorf, Slattina, St. Barbara, St. Elisabeth, St. Johann, St. Lorenzen am Draufelde, St. Lorenzen, St. Margarethen, St. Martin, St. Marxen, St. Veit, St. Wolfgang, Stadtberg, Steindorf, Stoperzen, Swetinzen, Ternovetz, Ternovetzberg, Ternovetzdorf, Tristeldorf, Türkenberg, Wintersdorf, Wischberg, Worovetz, Wurmberg und Zirkovetz.
Der Gerichtsbezirk Pettau bildete im Zuge der Trennung der politischen von der judikativen Verwaltung
ab 1868 gemeinsam mit den Gerichtsbezirken Friedau (Ormož) und Rohitsch (Rogatec) den Bezirk Pettau (Ptuj).
Der Gerichtsbezirk Pettau wies 1890 eine anwesende Bevölkerung von 51.117 Personen auf, wobei 47.107 Menschen Slowenisch und 3.095 Menschen Deutsch als Umgangssprache angaben.
1910 wurden für den Gerichtsbezirk 53.645 Personen ausgewiesen, von denen 47.478 Slowenisch (88,9 %) und 5.147 Deutsch (9,6 %) sprachen.
Durch die Grenzbestimmungen des am 10. September 1919 abgeschlossenen Vertrages von Saint-Germain wurde der Gerichtsbezirk zur Gänze dem Königreich Jugoslawien zugeschlagen.

## Gerichtssprengel
Der Gerichtssprengel Pettau umfasste 1910 die 80 Gemeinden Bišečki Vrh (Wischberg), Borovci (Worovetz), Breg (Rann), Brstje (Werstje), Bukovci (Puchdorf), Cirkovce (Zirkovetz), Destinci (Destinzen), Dolena, Dolič (Dolitschen), Dragovič (Dragovitsch), Dravci (Drafzen), Formin, Gajovci (Gajofzen), Gorenski Vrh (Gorenzenberg), Gradiše (Gradisch), Gruškovje (Gruschkaberg), Gruškovec (Gruschkovetz), Hajdina (Haidin), Janezovci (Janschendorf), Jiršovci (Hirschendorf), Jurovec (Jurovetz), Kicar (Kitzerberg), Klaponci (Klappendorf), Krčovina (Kartschovina), Lanca Ves (Lanzendorf), Livanjci (Juvanzen), Ločič (Lotschtschdorf), Mala Ves (Kleindorf), Markovci (Sankt Marxen), Meetinci (Meretinzen),  Mestni Vrh (Satdtberg), Mezgivci (Mesgovetz), Majšperg (Monsberg), Moškajnci (Moschganzen), Nova Cerkev (Neukirchen), Pacinje (Patzing), Podlehnik (Lichtenegg), Prvenci (Pervenzen), Spuhla (Pichldorf), Pobrežje (Pobresch), Podvinci (Podvinzen), Polanci (Polanzen), Polenšak (Polenschak), Ptuj (Pettau), Ptujska Gora (Maria Neustift), Ragoznica (Ragosnitz), Sakošak (Sakuschak),  Sedlašek (Sedlaschek), Skorišnjak (Skorischniak), Slatina, Slomi (Slomdorf), Slovenja Ves (Windischdorf), Sveti Anraž na Goričkem (Sankt Andrä in Windischbüheln), Sveta Barbara v Halozah (Sankt Barbara in der Kolos), Sveta Elizabeta (Sankt Elisabeth), Sveti Janez na Dravskem Polju (Sankt Johann am Draufelde), Sveti Lovrenc na Dravskem Polju (Sankt Lorenzen am Draufelde), Sveti Lovrenc v Slovenskih Goricah (Sankt Lorenzen in Windischbüheln), Sveta Marjeta (Sankt Margarethen), Sveta Trojica v Halozah (Heiligendreifaltigkeit in der Kolos), Sveti Urban (Sankt Urban), Sveti Bolfenk (Sankt Wolfgang), Stojnci (Steindorf), Stoprce (Stoperzen), Šikola (Schikola), Trnovci (Ternovetz), Trnovski Vrh (Ternovetzberg), Trnovska Ves (Ternovetzdorf), Drstelja (Tristeldorf), Turski Vrh (Türkenberg), Vareja (Varea), Vinterovci (Winterdorf), Velika Varnica (Großwarnitza), Veliki Okič (Großokitsch), Vurperg (Wurmberg), Zabovci (Sabofzen), Zagorci (Sagoretz), Zavrče (Sauritsch) und Zgornja Pristova (Oberpristova).